# دينيس نيكيتين
دينيس نيكيتين هو لاعب كرة قدم روسي في مركز الدفاع، ولد في 5 مايو 1997. لعب مع نادي سيسكا موسكو.

## وصلات خارجية
- دينيس نيكيتين على موقع قاعدة بيانات كرة القدم.إي يو (الإنجليزية)
- دينيس نيكيتين على موقع Soccerway.com (الإنجليزية)